# SARG04
SARG04 é um protocolo de criptografia quântica derivado do primeiro protocolo desse tipo, o BB84.

## Origem
Os pesquisadores construíram o SARG04 quando notaram que usando os quatro estados do BB84 com uma codificação de informação diferente, eles poderiam desenvolver um novo protocolo que seria mais robusto, especialmente contra o ataque de divisão do número de fótons, quando pulsos de laser atenuados são usados em vez de fontes únicas de fótons. Uma versão baseada em emaranhamento também foi definida.

## Descrição
No esquema SARG04, Alice deseja enviar uma chave privada para Bob. Ela começa com duas sequências de bits, {\displaystyle a} e {\displaystyle b}, cada {\displaystyle n} bits de comprimento. Ela então codifica essas duas sequências como uma série de qubits {\displaystyle n},
{\displaystyle |\psi \rangle =\bigotimes _{i=1}^{n}|\psi _{a_{i}b_{i}}\rangle .}
{\displaystyle a_{i}} e {\displaystyle b_{i}} são os {\displaystyle i^{\mathrm {o} }} bits de {\displaystyle a} e {\displaystyle b}, respectivamente. Junto, {\displaystyle a_{i}b_{i}} nos fornecem um índice para os quatro estados de qubit a seguir:
{\displaystyle |\psi _{00}\rangle =|0\rangle }
{\displaystyle |\psi _{10}\rangle =|1\rangle }
{\displaystyle |\psi _{01}\rangle =|+\rangle ={\frac {1}{\sqrt {2}}}|0\rangle +{\frac {1}{\sqrt {2}}}|1\rangle }
{\displaystyle |\psi _{11}\rangle =|-\rangle ={\frac {1}{\sqrt {2}}}|0\rangle -{\frac {1}{\sqrt {2}}}|1\rangle .}
Observe que o bit {\displaystyle b_{i}}é quem decide em qual a base  {\displaystyle a_{i}} está codificada, tanto na base computacional ou na base de Hadamard.  Os bits quânticos estão agora em estados que não são mutuamente ortogonais e, portanto, é impossível distingui-los com certeza sem conhecer  {\displaystyle b}. Alice envia  {\displaystyle |\psi \rangle } sobre um canal quântico público e autenticado   {\displaystyle {\mathcal {E}}} para Bob.  Bob recebe um estado {\displaystyle {\mathcal {E}}(\rho )={\mathcal {E}}(|\psi \rangle \langle \psi |)}, onde  {\displaystyle {\mathcal {E}}} representa tanto os efeitos do ruído no canal quanto a interceptação de um terceiro que chamaremos de Eve. Depois que Bob recebe a sequência de qubits, todas as três partes, Alice, Bob e Eve, têm seus próprios estados.  No entanto, uma vez que só Alice sabe  {\displaystyle b}, é praticamente impossível para Bob ou Eve distinguir os estados dos qubits.   Além disso, depois de Bob ter recebido os qubits,  sabemos se Eve tentou ou não obter uma cópia dos qubits que Alice mandou para Bob. Isso se dá devido ao teorema da não-clonagem. De acordo com esse teorema, se Eve não tentou ter uma cópia dos qubits, nada ocorreu, mas caso tenha tentado, há o risco de um determinado qubit ter seu estado perturbado com probabilidade de ½ (Eve tentou adivinhar a base errada).
Bob continua a gerar uma sequência de bits aleatórios   {\displaystyle b'} do mesmo comprimento que  {\displaystyle b} e depois mede a sequência  {\displaystyle a'}que ele recebeu de Alice. Depois disso, Bob anuncia publicamente que recebeu a transmissão de Alice, que passa a saber que agora ela pode anunciar {\displaystyle b} com segurança.  Bob se comunica, através de um canal público, com Alice para determinar quais   {\displaystyle b_{i}}e  {\displaystyle b'_{i}}diferem.  Onde isso acontecer, Alice e Bob, descartam os qubits em   {\displaystyle a} e {\displaystyle a'}. Dos   {\displaystyle k} restantes, onde Alice e Bob mediram na mesma base, Alice escolhe aleatoriamente  {\displaystyle k/2} bits e divulga suas escolhas sobre o canal público.  Alice e Bob anunciam esses bits publicamente e fazem um teste para ver se um número aceitável deles coincide.  Se essa verificação for satisfatória, Alice e Bob usarão as técnicas de reconciliação de informações e ampliação de privacidade para criar um certo número de chaves secretas compartilhadas.  Caso contrário, eles cancelam e recomeçam.
A vantagem desse esquema em relação ao protocolo BB84 mais simples é que Alice nunca anuncia a base de seu bit. Como resultado, Eva precisa armazenar mais cópias do qubit para ser capaz de determinar o estado do que faria se a base fosse anunciada diretamente.